# Saint-Gilles (Québec)
Pour les articles homonymes, voir Saint-Gilles.
Saint-Gilles est une municipalité du Québec d'environ 3 185 habitants située dans la MRC de Lotbinière dans la Chaudière-Appalaches.
Cette municipalité a la plus grande superficie dans Lotbinière avec une superficie d'environ 180,8 km2 et a une densité d'environ 15,81 habitants/km2.

## Toponymie
Elle tire son appellation de la seigneurie Saint-Gilles, concédée en 1738 à Gilles Rageot de Beaurivage (1689-1754), négociant important de Québec.
Les personnes de cette municipalité sont des Gillois et des Gilloises.

## Histoire
Saint-Gilles a donné naissance à plusieurs autres municipalités. Lorsque Saint-Narcisse a été créé, l'archevêque de Québec a ordonné que les deux municipalités se partagent le même curé, qui aurait résidence à Saint-Narcisse, afin d'essayer d'anéantir Saint-Gilles. Cependant, les habitants de Saint-Gilles révoqueront la décision de l'archevêque en juin 1876.

### Chronologie
- 1810 - Ouverture du chemin Craig[4]
- 17 février 1828 - Érection canonique de la paroisse[5]
- 11 juillet 1835 - Érection civile de la paroisse[5]
- 1er juillet 1855 - Constitution de la paroisse
- 24 septembre 2016 - Changement de statut, la municipalité de la paroisse de Saint-Gilles devient la municipalité de Saint-Gilles[6].

## Géographie
C'est la plus grande municipalité en superficie de Lotbinière.
La municipalité couvre une superficie de 180,8 km carré, soit 11% du territoire de la MRC de Lotbinière.
Le territoire de Saint-Gilles, situé au pied des Appalaches, est sillonné par de petits cours d’eau et présente un caractère surtout agricole et forestier. Il y pousse principalement une forêt mixte. Le territoire fait partie de la zone climatique hémiborée.
En termes de distance, les citoyens doivent parcourir 20 km pour atteindre l’autoroute 20 à Saint-Apollinaire ou Saint-Étienne-de-Lauzon et ils sont situés à 30 minutes de Québec et 20 minutes de Lévis, 20 minutes de Sainte-Marie-de-Beauce et 30 minutes de Thetford Mines, les principales villes environnantes.

### Hydrographie
La rivière Beaurivage traverse la municipalité du sud au nord.
La rivière aux Pins et le Bras d'Henri confluent avec la rivière Beaurivage dans le nord de la municipalité.
La rivière Henri traverse la municipalité du sud vers l'ouest.
La rivière Noire traverse la pointe nord de la municipalité et La rivière du Chêne touche la limite sud.

## Démographie
| 1861  | 1871  | 1881 | 1891 | 1901 | 1911 | 1921 | 1931 |
| ----- | ----- | ---- | ---- | ---- | ---- | ---- | ---- |
| 1 203 | 1 197 | 648  | 631  | 796  | 900  | 808  | 848  |

| 1941  | 1951  | 1956  | 1961  | 1966  | 1971  | 1976  | 1981  |
| ----- | ----- | ----- | ----- | ----- | ----- | ----- | ----- |
| 1 005 | 1 132 | 1 197 | 1 288 | 1 342 | 1 363 | 1 512 | 1 692 |

| 1986  | 1991  | 1996  | 2001  | 2006  | 2011  | 2016  | 2021  |
| ----- | ----- | ----- | ----- | ----- | ----- | ----- | ----- |
| 1 750 | 1 799 | 1 806 | 1 803 | 1 813 | 2 138 | 2 525 | 2 859 |

## Administration
Les élections municipales se font en bloc pour le maire et les six conseillers.
| Saint-Gilles Maires depuis 2001                                                                                      |               |         |          |
| Élection | Maire         | Qualité | Résultat |
| 2001 | Robert Samson |         | Voir     |
| 2005 | Robert Samson | Voir    |          |
| 2009 | Robert Samson | Voir    |          |
| 2013 | Robert Samson | Voir    |          |
| 2017 | Robert Samson | Voir    |          |
| 2021 | Robert Samson | Voir    |          |
| Élection partielle en italique Depuis 2005, les élections sont simultanées dans toutes les municipalités québécoises |               |         |          |

### Circonscriptions électorales provinciales et fédérales
Saint-Gilles fait partie de la circonscription électorale fédérale de Lévis—Lotbinière et fait partie de la circonscription électorale provinciale de Lotbinière-Frontenac.

## Infrastructures

### Infrastructures civiles
Voici une liste non-exhaustive des infrastructures civiles dans la municipalité :
- une salle municipale ;
- un bureau de poste ;
- une bibliothèque[7].

### Infrastructures sportives
Voici une liste non-exhaustive des infrastructures sportives dans cette municipalité :
Toute saison
- Un aréna

Été
- Plusieurs terrains de soccer[7]

## Économie
L'économie de Saint-Gilles est surtout liée à l'agriculture ou à diverses activités qui sont liées à l'agriculture soit directement ou indirectement. La municipalité comprend aussi plusieurs fermes familiales ou gérées par une seule famille.

## Transport
La voiture est le principal moyen de transport.
Le service de transport en commun le plus près est la Société de transport de Lévis, où les arrêts les plus près sont situés à Saint-Étienne-de-Lauzon et Saint-Lambert-de-Lauzon. Le seul service de transport par taxi qui dessert la municipalité est l'Express Taxi, organisé par Express Lotbinière.
La piste cyclable la plus près est située à Saint-Agapit.

## Éducation
Les écoles primaires et secondaires font partie du Centre de services scolaire des Navigateurs.

### Éducation primaire
Saint-Gilles contient une école primaire : l'École Étienne-Chartier.

### Éducation secondaire
L'école secondaire la plus près est l'École Beaurivage à Saint-Agapit.

### Éducation collégiale
L'établissement collégial le plus près est le Centre d'études collégiales de Lotbinière, qui fait partie du Cégep de Thetford et qui est situé à Saint-Agapit également.

### Éducation universitaire
L'établissement universitaire le plus près est l'Université Laval, qui est situé dans la ville de Québec.

## Santé
La municipalité contient une pharmacie.
Le centre de santé et de services sociaux le plus près est situé à Laurier-Station.
Le centre hospitalier le plus près est situé à Lévis.

## Médias

### Journal municipal
Le Courant est un journal municipal mensuel de Saint-Gilles.
Le Peuple Lotbinière est un journal hebdomadaire qui couvre les nouvelles des municipalités de la municipalité régionale de comté de Lotbinière, incluant Saint-Gilles.

## Patrimoine

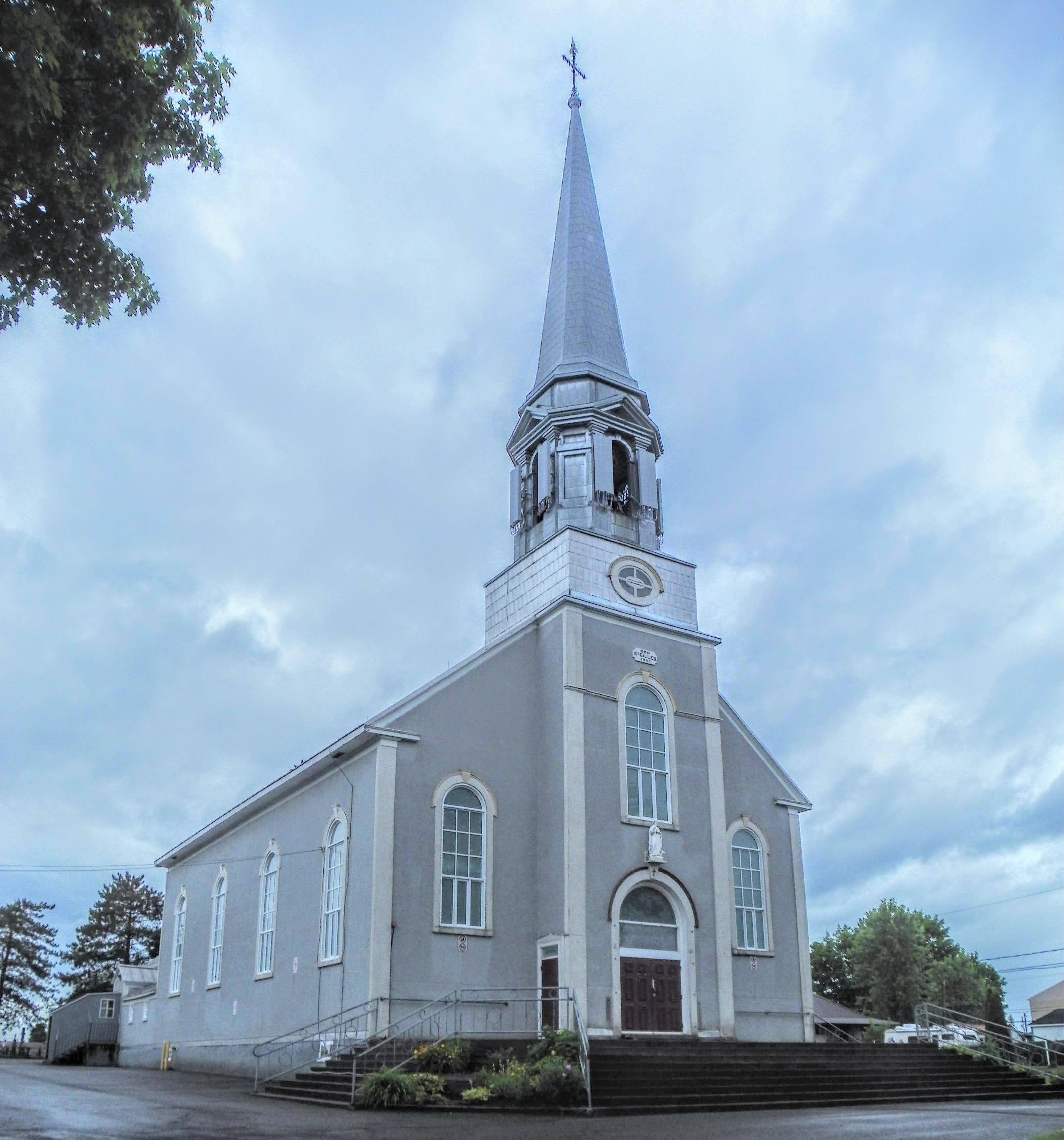
Église de Saint-Gilles.

L'église de Saint-Gilles est construite entre 1882 et 1883. Son architecte est David Ouellet. Le noyau paroissial est complété par un presbytère, un cimetière et un calvaire.
Le patrimoine agricole est riche de quelques immeubles. Parmi ceux-ci, citons une boulangerie construite vers 1920 et un poulailler. Bâtie selon des méthodes traditionnelles, une grange-étable possède un état d'authenticité remarquable. Démonté puis remonté deux fois, Saint-Gilles comprend également un silo en bois datant du tournant du XXe siècle.